# Mark-Anthony Turnage
Mark-Anthony Turnage (Corringham, 10 juni 1960) is een Brits componist en muziekpedagoog. Hij is een succesrijk vertegenwoordiger van de nieuwe eigentijdse muziek. Met zijn vermenging van jazz en klassieke stijlen verovert Turnage zich een eigen weg tussen modern en traditie en plaatst een vraagteken bij de kloof tussen eigentijdse en authentiek-historische speelpraktijken.

## Levensloop
Turnage studeerde bij Oliver Knussen en John Lambert aan het Royal College of Music in Londen. Later studeerde hij bij Gunther Schuller en Hans Werner Henze tijdens het Tanglewood Music Festival. Een belangrijk mentor was Hans Werner Henze, die hem als leider van de "Münchener Biennale" in 1988 de compositieopdracht voor zijn eerste opera Greek gaf. De première van dit werk was een triomf en de daarop volgende uitvoeringen van de opera in de hele wereld maakten Turnage spoedig als kunstenaar en componist bekend.
Hij was als componist van 1989 tot 1993 verbonden aan het City of Birmingham Symphony Orchestra onder leiding van Sir Simon Rattle. In deze periode ontstonden de werken Three Screaming Popes, Kai, Momentum en Drowned Out. Drie jaar later componeerde hij in opdracht voor het Ensemble Modern en in nauwe samenwerking met John Scofield, Peter Erskine en Martin Robertson het werk Blood on the Floor. In de tweede helft van de jaren 1990 besloeg het componeren van muziek voor het toneel een groot deel van zijn werkzaamheden. Van 1997 tot 1999 componeerde hij de avondvullende opera The Silver Tassie, die in februari 2000 met veel succes door de English National Opera (ENO) in première ging. Het was het resultaat van de samenwerking met de ENO als componist en adviseur bij Contemporary Opera Studio van de ENO. Deze opera werd zowel met de "South Bank Show Award" alsook met de "Olivier Award for Opera" in 2001 bekroond.
Sinds 2000 is hij als componist verbonden aan het BBC Symphony Orchestra. In januari 2003 werd er in het Barbican Centre in Londen een speciale Turnageweek georganiseerd. Een heel belangrijk werk is ook Bass Inventions, dat op 16 mei 2001 door de contrabassist Dave Holland en het Asko Ensemble o.l.v. Peter Rundel in het Amsterdamse Concertgebouw in première ging. In de herfst 2002 dirigeerde Sir Simon Rattle in een van zijn eerste concerten met de Berliner Philharmoniker het werk Blood on the Floor en trok ermee vooral jongere mensen als luisteraars aan. Het werd een van de belangrijkste projecten van het orkest in deze periode. Eveneens in september 2002 verzorgde het HR-Radiosinfonieorchester Frankfurt en de HR-Bigband onder leiding van Hugh Wolff de première van het werk Scorched, dat Turnage in samenwerking met zijn vriend John Scofield voor jazztrio en orkest componeerde.
In 2004 en 2005 volgde een samenwerking als componist met het London Philharmonic Orchestra, dat hem in 2006 tot huiscomponist benoemde. Het werk Scherzoid ging met het New York Philharmonic en in 2002 ging zijn concert voor altviool en orkest met de titel On opened Ground in première met Yuri Bashmet (altviool) en het Cleveland Orchestra. Van 2006 tot 2009 was Turnage huiscomponist van het Chicago Symphony Orchestra. De cd-opname van zijn werk Scorched werd voor een Grammy Award genomineerd.
Sinds 2005 is Turnage docent voor compositie aan het Royal College of Music.

## Composities

### Werken voor orkest
- 1981 Night Dances, voor strijkkwintet, solo instrumentaal groep en orkest
- 1988-1989 Three Screaming Popes, voor orkest – naar schilderijen van Francis Bacon
- 1990-1991 Momentum
- 1992-1993 Drowned Out
- 1993-1996 Blood on the Floor, voor jazzkwartet en orkest
  1. Needles
  2. Junior Addict
  3. Elegy For Andy
- 1997 Still Sleeping
- 1998 Evening Songs (in 2006 door het Koninklijk Concertgebouworkest o.l.v. Vladimir Jurowski in het Concertgebouw Amsterdam uitgevoerd)
- 1998 Silent Cities
- 1999-2000 About Time, voor ensemble en kamerorkest
- 2000 Dark Crossing, voor kamerorkest
- 2000-2001 Uninterrupted Sorrow
- 2000-2002 Etudes and Elegies
- 2002 A Quiet Life, voor strijkorkest
- 2003-2004 Scherzoid
- 2005 Ceres, voor orkest – première: 16 maart 2006 door de Berliner Philharmoniker o.l.v. Sir Simon Rattle
- 2005 Juno
- 2005 Lullaby for Hans, voor strijkorkest
- 2005 Three Asteroids, voor orkest
  1. The Torino Scale
  2. Juno
  3. Ceres
- 2007 Chicago Remains, voor orkest – première: 25 oktober 2007 door het Chicago Symphony Orchestra o.l.v. Bernard Haitink
- 2009 Texan Tenebrae (in 2011 door het Koninklijk Concertgebouworkest o.l.v. David Zinman in het Concertgebouw Amsterdam uitgevoerd)
- 2009-2010 Hammered Out, voor orkest
- 2011-2012 Speranza
- 2012 Canon Fever
- 2013 Erskine
- 2013 Passchendaele
- 2016 Remembering
- 2017 Symphonic Movements
- 2019 Time Flies
- 2019 Go For It
- 2018 (arrangement 2020) Last Song for Olly (gereduceerde versie)
- 2021Cortege for Bernard Haitink

#### Concerten voor instrumenten en orkest
- 1992-1993 Your Rockaby, voor sopraansaxofoon en orkest
- 1994-1995 Dispelling the Fears, voor 2 trompetten en orkest
- 1996-2002 Scorched, voor gitaar, basgitaar, drumstel, bigband en orkest
  1. Make Me 1
  2. Make Me 2
  3. Kubrick
  4. Away With Words
  5. Fat Lip 1
  6. Fat Lip 2
  7. Deadzy
  8. Trim
  9. Nocturnal Mission
  10. Let's Say We Did
  11. The Nag
  12. Cadenza
  13. Gil B643
  14. Protocol
- 1999-2000 Another Set To, concert voor trombone en orkest – opgedragen aan: Christian Lindberg, Leonard Slatkin & The BBC Symphony Orchestra
- 1999-2000 Bass Inventions, voor contrabas en groot ensemble – première: 16 mei 2001, Amsterdam, Concertgebouw door Dave Holland (contrabas), het Asko Ensemble o.l.v. Peter Rundel
- 2000 Four-Horned Fandango, voor vier hoorns en orkest
- 2000-2001 On Opened Ground, concert voor altviool en orkest
  1. Cadenza and Scherzino
  2. Interrupted Song and Chaconne
- 2001 Fractured Lines, dubbelconcert voor 2 slagwerkers en orkest
- 2003 A Man Descending, voor tenorsaxofoon en kamerorkest
- 2003 Riffs and Refrains, concert voor klarinet en orkest
- 2004 A Soothing Interlude, voor trombone en orkest
- 2004 From the Wreckage, concert voor trompet en orkest
- 2004 Yet Another Set To, concert voor trombone en orkest – opgedragen aan: Christian Lindberg
- 2005 Hidden Love Song, voor sopraansaxofoon en kamerorkest
- 2007 A Prayer Out of Stillness, concertante voor contrabas (2 basgitaren) en strijkorkest
- 2007 Five Views of a Mouth, concert voor dwarsfluit en orkest
- 2007 Mambo, Blues and Tarantella, concert voor viool en orkest
- 2013 Piano concerto, concert voor piano en orkest
- 2014 Dialogue, voor viool en cello solo, strijkorkest, slagwerk, harp en piano
- 2014 Håkan, voor trompet en orkest
- 2014-2015 Martland Memorial, concert voor slagwerk en orkest
- 2017 Shadow Walker, dubbelconcert voor twee violen en orkest
- 2017-2018 Towards Alba, concert voor hoorn en orkest
- 2020 Up for grabs, voor jazztrio en orkest

### Werken voor harmonieorkest
- 2000 A Quick Blast, voor harmonieorkest

### Muziektheater

#### Opera's
| Voltooid in | titel                   | aktes                  | première                                             | libretto                                                                   |
| ----------- | ----------------------- | ---------------------- | ---------------------------------------------------- | -------------------------------------------------------------------------- |
| 1988        | Greek                   | 2 bedrijven            | 17 juni 1988, München, tijdens de Münchener Biennale | van de componist en Jonathan Moore, naar een toneelstuk van Steven Berkoff |
| 1997        | Country of the Blind    |                        | 16 juni 1997, tijdens het Aldeburgh Festival         |                                                                            |
| 1997-1999   | The Silver Tassie       | 4 bedrijven            | 16 februari 2000, Londen, English National Opera     | Amanda Holden, naar een toneelstuk van Seán O'Casey                        |
| 2010        | Anna Nicole             | 2 bedrijven, 16 scènes | 17 februari 2011, Londen, Royal Opera House          | Richard Thomas als "Jerry Springer"                                        |
| 2011        | Twice Through the Heart |                        | 1 december 2011, Londen, Sadler’s Wells Theatre      |                                                                            |
| 2018        | Coraline                | 2 bedrijven            | 27 maart 2018, Londen, Barbican Centre               | Rory Mullarkey naar het gelijknamige boek van Neil Gaiman                  |

#### Balletten
| Voltooid in                | titel              | aktes       | première                                                                 | libretto | choreografie   |
| -------------------------- | ------------------ | ----------- | ------------------------------------------------------------------------ | -------- | -------------- |
| 2002                       | Blood on the Floor | 3 bedrijven |                                                                          |          | Wayne McGregor |
| 2005-2006                  | From All Sides     |             | 25 januari 2007, Chicago, Symphony Center – Hubbard Street Dance Chicago |          | Jorma Elo      |
| 2011                       | Undance            |             |                                                                          |          |                |
| 2012                       | Trespass           |             |                                                                          |          |                |
| 2016 (gereviseerd in 2017) | Strapless          |             |                                                                          |          |                |

#### Toneelmuziek
- 1997 Twice Through the Heart, dramatische scène voor mezzosopraan en ensemble op tekst van Jackie Kay – première: 16 juni 1997 tijdens het Aldeburgh Festival

### Vocale muziek

#### Werken voor koor
- 2001-2002 The Game Is Over, voor gemengd koor en orkest
- 2003 A Relic of Memory, voor gemengd koor en orkest
- 2003 Calmo, voor gemengd koor a capella en klokken
- 2003 Two Fanfares and a Lament, voor gemengd koor en groot ensemble
- 2006 Christmas Night, voor gemengd koor en piano
- 2006 Claremont Carol, voor knapenkoor en piano (of orgel)
- 2006 Miserere Nobis, voor gemengd koor a capella

#### Liederen
- 1983 Lament for a Hanging Man, voor sopraan en ensemble
- 1989 Some Days, zangcyclus voor mezzosopraan en orkest
- 1989 Suite uit de opera "Greek", voor mezzosopraan, tenor en ensemble
- 2000-2002 The Torn Fields, zangcyclus voor bariton en groot ensemble
- 2001 When I Woke, zangcyclus voor bariton en kamerorkest
- 2003-2004 Two Baudelaire Songs, voor sopraan en ensemble
- 2006 About Water, voor jazzzanger, sopraan, mezzosopraan, tenor, bass solo, instrumentaal septet en groot ensemble
- 2007 A Constant Obsession, zangcyclus voor tenor en ensemble
- 2008 Bellamy, voor contratenor en zingende harpist

### Kamermuziek
- 1985 On All Fours, voor kamerensemble
- 1987 Release, voor sopraansaxofoon, altsaxofoon, basklarinet, trompet, trombone, slagwerk, piano en contrabas
- 1989-1990 Kai, voor cello solo en ensemble – ter nagedachtenis aan Kai Scheffler
- 1989-1990 Three Farewells, voor dwarsfluit, basklarinet, harp en strijkkwartet
- 1992 Sleep On, voor cello en piano
- 1992-1993 Set To, voor tien koperblazers
- 1992-1993 This Silence, voor klarinet, fagot, hoorn en strijkkwartet
- 1995 Barrie's Deviant Fantasy, voor strijkkwartet en scheidsrichterfluiten
- 2001 Cantilena, voor hobokwintet
- 2002 Snapshots, voor groot ensemble
- 2003 Crying Out Loud, voor groot ensemble
- 2003 A Short Procession, voor pianotrio
- 2003 Eulogy, voor altviool solo en klein ensemble
- 2003 No Let Up, voor ensemble
- 2004 A Fast Stomp, voor pianotrio
- 2004 A Few Serenades, voor cello en piano
- 2004-2005 A Slow Pavane, voor pianotrio
- 2005 Bleak Moments, voor hoorn en strijkkwartet
- 2006 Fanfare (from all sides), voor koperensemble
- 2006 Returning, voor strijksextet
- 2007 Tango, voor ensemble
- 2007-2008 Out of Black Dust, voor koperensemble
- 2008 Four Chants, voor viool en piano
- 2008 Twisted Blues with Twisted Ballad, voor strijkkwartet
- 2009 Grazioso!, voor klein ensemble
- 2009 Five Processionals, voor klarinet, viool, cello en piano
- 2010 GG, voor cello en slagwerk
- 2010 Three for Two, voor pianokwartet
- 2010 Amelia's March, voor klein ensemble
- 2010 Silem, voor trumpet en big band

### Solo instrumentaal
- 1995-1999 True Life Stories, voor piano
- 2004 An Aria (with Dancing), voor trompet
- 2006 Ah, Quegli Occhi!, voor sopraansaxofoon
- 2007 Air with Variations, voor gitaar
- 2009 Cradle Song, voor klarinet
- 2009 Milo, voor cello
- 2010 Leap, voor klarinet
- 2018 Four Meditations, voor harp
- 2019 On Marylebone Road, voor piano

## Prijzen en onderscheidingen
- 1981 Guinness Composition Prize
- 1983 Mendelssohnprijs
- 2001 South Bank Show Award
- 2001 Olivier Award for Opera